# Abdolrahím Músaví
Abdolrahím Músaví (persky عبدالرحیم موسوی‎; * 1960 Qom) je generálmajor Armády Íránské islámské republiky, od června 2025 náčelník Generálního štábu Ozbrojených sil Íránské islámské republiky. V letech 2017–2025 byl vrchním velitelem Armády Íránské islámské republiky.
V roce 1979 vstoupil do Pozemních sil Armády Íránské islámské republiky a zúčastnil se irácko-íránské války. V letech 2001–2005 byl velitelem Akademie důstojníků imáma Alího, mezi roky 2005 a 2008 náčelníkem Společného štábu Armády Íránské islámské republiky, v období 2008–2016 zástupcem vrchního velitele Armády Íránské islámské republiky a od roku 2016 do roku 2017 zástupcem náčelníka Generálního štábu Ozbrojených sil.

## Osobní život
Narodil se v roce 1960 v Qomu. Absolvoval Akademii důstojníků imáma Alího a Univerzitu národní obrany.
Oženil se ve svých 23 letech a má dva syny.

## Vojenská kariéra
Svou vojenskou kariéru zahájil v roce 1979 vstupem do Pozemních sil Armády Íránské islámské republiky. Během irácko-íránské války sloužil v dělostřelecké jednotce.
V letech 2005–2008 působil jako náčelník Společného štábu Armády Íránské islámské republiky, mezi roky 2008 a 2016 jako zástupce vrchního velitele Armády Íránské islámské republiky a v období 2016–2017 jako zástupce náčelníka Generálního štábu Ozbrojených sil Íránské islámské republiky.
Dne 20. srpna 2017 nejvyšší vůdce Alí Chámeneí povýšil Músavího z hodnosti brigádního generála na generálmajora a jmenoval jej vrchním velitelem Armády Íránské islámské republiky, čímž nahradil Atáollaha Sálehího. Téhož měsíce uvedl, že „duch íránského lidu, který touží po mučednictví a džihádu“, znemožnil Spojeným státům americkým a jejich spojencům zaútočit na Írán.
V lednu 2018 označil Spojené státy za „velkého satana“ a prohlásil, že jeho „největším přáním je zničení Izraele“.
V září 2019 řekl: „Spojené státy jsou jako zvíře, které vás bude pronásledovat, když utečete, a uteče, když na něj zaútočíte“. V lednu následujícího roku, po varováních amerického prezidenta Donalda Trumpa, řekl, že Spojené státy nemají „odvahu zahájit“ konflikt s Íránem.
V dubnu 2023 prohlásil, že Izrael je „příliš malý na to, aby mohl být považován za hrozbu pro Írán“. V květnu 2025 uvedl, že „Izrael není schopen poškodit Írán“.
Dne 13. června 2025 nahradil Mohammada Báqerího ve funkci náčelníka Generálního štábu Ozbrojených sil Íránské islámské republiky, který zemřel při izraelském náletu. Zároveň tak skončil ve funkci vrchního velitele Armády Íránské islámské republiky, kde ho nahradil Amír Hátamí.

## Sankce
V březnu 2023 na něj Úřad pro kontrolu zahraničních aktiv Ministerstva financí USA uvalil sankce za závažné porušování lidských práv. Je také uveden na sankčních seznamech Evropské unie, Spojeného království a Austrálie za závažné porušování lidských práv.